# Andreas Mayer (Fußballspieler, 1972)
Andreas Mayer (* 13. September 1972 in Burgau) ist ein deutscher Fußballspieler und -trainer.

## Karriere
Andreas Mayer begann beim SV Röfingen, einem in der Gemeinde Röfingen im Landkreis Günzburg ansässigen Sportverein, mit dem Fußballspielen und wechselte später in die Jugendabteilung des FC Augsburg, bevor er 1991 für 50.000 DM vom FC Bayern München verpflichtet wurde.
Für die zweite Mannschaft des Rekordmeisters bestritt er in der drittklassigen Bayernliga 35 Spiele und erzielte zwei Tore, erhielt im zweiten Jahr einen Profivertrag, blieb aber ohne Bundesligaspiel.
Daraufhin wechselte er zur Saison 1993/94 zum Zweitligisten FC St. Pauli, für den er am 25. September 1993 (9. Spieltag) bei der 1:4-Niederlage im Auswärtsspiel gegen Hannover 96 – für Joachim Philipkowski in der 40. Minute eingewechselt – sein Profi-Debüt gab. Sein erstes Tor gelang ihm am 25. April 1994 (30. Spieltag) beim 2:1-Sieg im Heimspiel gegen den TSV 1860 München mit dem Treffer zum 2:0 in der 28. Minute.
In 16 Spielen, in denen Mayer ein Tor gelang, trug er in seiner zweiten Spielzeit zum 2. Tabellenplatz und dem damit verbundenen Aufstieg in die Bundesliga bei – blieb jedoch ohne Erstligaeinsatz, da er den Verein verließ.
Während der laufenden Spielzeit 1995 bis vor Ablauf der Spielzeit 1997 bestritt er 43 Ligaspiele für den norwegischen Erstligaaufsteiger Stabæk IF und erzielte acht Tore. Sein erstes Tor erzielte er am 10. September 1995 (21. Spieltag) beim 2:1-Sieg im Heimspiel gegen Rosenborg Trondheim mit dem Treffer zum 1:0 in der 45. Minute. In der Spielzeit 1996 wurde er 24 Mal eingesetzt und traf sechsmal, darunter der Doppeltorerfolg am 5. Mai 1996 (5. Spieltag) beim 2:1-Sieg im Auswärtsspiel gegen Start Kristiansand. In der Folgespielzeit 1997 kam er 12 Mal zum Einsatz und erzielte am 1. Juni (11. Spieltag) beim 3:1-Sieg im Auswärtsspiel gegen Skeid Oslo mit dem Treffer zum 2:0 in der 40. Minute sein letztes von acht Toren für Stabæk IF.
In der Spielzeit 1997 und 1998 war er für den Ligakonkurrenten Rosenborg Trondheim aktiv, für den er am 27. Juli 1997 (17. Spieltag) beim 3:1-Sieg im Heimspiel gegen Kongsvinger IL – für Fredrik Winsnes in der 65. Minute eingewechselt – in der Tippeligaen debütierte. In der ersten Spielzeit wurde er siebenmal, in der zweiten sechsmal eingesetzt. Nur das Spiel am 10. August 1997 (19. Spieltag) beim 5:1-Sieg im Heimspiel gegen Lyn Oslo absolvierte er über 90 Minuten.
Seine letzten beiden Spielzeiten für Rosenborg Trondheim krönte er mit dem zweimaligen Gewinn der Meisterschaft, spielte anschließend vom 1. Januar 1999 bis 31. Dezember 2000 in Schottland beim FC Aberdeen und kehrte 2001 wieder nach Deutschland zurück. Es folgten zwei Spielzeiten beim Oberligisten KSV Hessen Kassel, bevor es ihn wieder nach Norddeutschland verschlug: FC St. Pauli, SV Wilhelmshaven und VfB Oldenburg waren seine weiteren Stationen. Nach nur einer Saison beim hessischen Verbandsligisten VfB Süsterfeld wechselte er im Januar 2010 zum niedersächsischen Oberligisten SV Meppen und unterzeichnete dort einen Vertrag bis Saisonende. Zur Saison 2010/11 wechselte er als Spielertrainer zur Fußballabteilung des SV Reinstetten, der in der Staffel IV der württembergischen Landesliga seine Spiele austrug. Von Oktober 2012 bis August 2013 trainierte er den bayerischen Bezirksligisten TSV Burgau, für den er gelegentlich auch spielte. Nach 24 Ligaspielen wechselte er während der laufenden Saison 2013/14 zum TV Bad Grönenbach in die Kreisklasse Allgäu Mitte. Seit der Saison 2015/16 ist er Spielertrainer des Kreisligisten SSV Dillingen aus dem gleichnamigen Ort im bayerischen Regierungsbezirk Schwaben.

## Erfolge
- Norwegischer Meister 1997, 1998 (mit Rosenborg Trondheim)
- DFB-Jugend-Kicker-Pokal-Sieger 1991 (mit dem FC Augsburg)